# Pastýřská stěna (restaurace)
Pastýřská stěna je vyhlídková restaurace, která se nachází na vrcholu stejnojmenné skály, tyčící se na levém břehu řeky Labe v děčínské městské částí Podmokly. Romantická stavba z počátku 20. století, která připomíná středověký hrad, je od roku 1996 zapsaná v Ústředním seznamu kulturních památek České republíky.

## Historie
Obec Podmokly, která v druhé polovině 19. století zaznamenala velký rozvoj po dokončení výstavby a zprovoznění železniční tratě z Děčína do Drážďan v roce 1851, byla povýšena na město v roce 1901. Zároveň s rozmachem průmyslové výroby a přílivem nových obyvatel se zde již v posledních dekádách 19. století – stejně jako v tehdejším samostatném městě Děčíně, ležícím na pravém břehu Labe – rozvinulo budování rekreačního zázemí pro místní obyvatele i pro další návštěvníky a turisty.
Na vrcholu skály na levém břehu Labe, zvané Schäferwand, česky Pastýřská stěna, byl pro výletníky již v roce 1892 postaven první hostinec. Hostinec v podobě menšího dřevěného srubu s krytou terasou zde nechal postavit Horský spolek pro České Švýcarsko (Gebirgsverein für die Böhmische Schweiz). Toto pohostinství, provozované jen v letním období, však brzy přestalo vyhovovat náporu turistů.

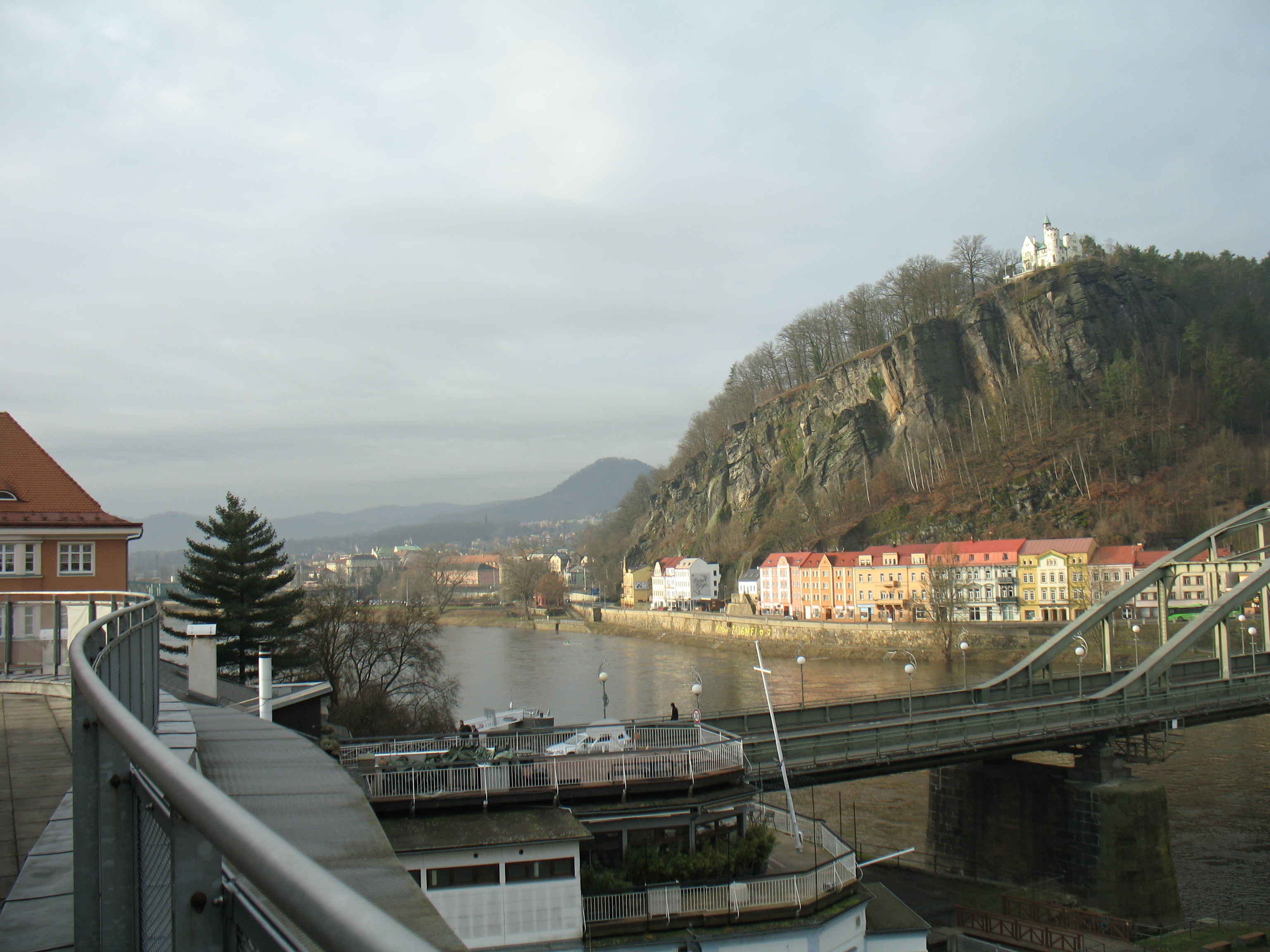
Pohled na Pastýřskou stěnu z terasy děčínské městské knihovny

Obec Podmokly proto nechala v roce 1905 na místě původní dřevěné stavby na své vlastní náklady postavit novou kamennou, mnohem reprezentativnější restauraci s ubytovacími kapacitami a rozhlednou. Projekt romantické stavby v podobě středověkého hradu vypracovala a následně také realizovala místní renomovaná projekční a stavební firma Andreas Putz & Wilhelm Weber. Restaurace byla slavnostně otevřena 1. června 1905. Kromě prostor samotné restaurace bylo v budově zařízeno osm pokojů pro hosty. Romantické stavbě dominuje 13 metrů vysoká vyhlídková věž s ochozem. Ještě v období před první světovou válkou bylo kolem restaurace vybudováno několik teras s hudebním pavilonem a prostranstvím, které bylo využíváno jako taneční parket nebo v zimě jako kluziště.
V průběhu 20. století restaurace stále sloužila svému účelu. V roce 1983, 41 let po administrativním sloučení Podmokel, původního Děčína a děčínského Starého Města v jeden městský celek, byl pro zlepšení přístupu k restauraci vybudován ve skalní stěně výtah, jehož nástupní stanice byla zřízena na úpatí Pastýřské stěny na Labském nábřeží. Tento výtah, který byl ve správě Dopravního podniku města Děčína, ale nebyl příliš využívaný a jeho provoz byl ukončen v roce 1994. Od té doby je výtah v havarijním stavu.
V roce 2002 a později pak v roce 2015 byl prezentován návrh na vybudování lanovky na Pastýřskou stěnu z prostoru Mariánské louky na protějším břehu Labe, připadně přímo od děčínského zámku. Tímto návrhem se následně zabývala pracovní komise, která jej ve svém závěrečném stanovisku podpořila, od realizace stavby se však nakonec kvůli možným kontroverzím upustilo.
V roce 2014 byla na Pastýřské stěně přímo pod restaurací zprovozněna tzv. „via ferrata“ neboli zajištěná cesta, využívaná zájemci o horolezecké aktivity.
Budova restaurace na Pastýřské stěně, která je v majetku statutárního města Děčína, prošla v 90. letech 20. století rekonstrukcí. Město restauraci od té doby postupně pronajalo několika soukromým provozovatelům, vyhlídková věž však zůstala nepřístupná – jedinou výjimkou bylo období letních prázdnin v roce 2016, kdy budovu restaurace získala do nájmu děčínská zoologická zahrada.

## Přístup
Na vyhlídku na Pastýřské stěně je možné vystoupat buď pěšky značenými i neznačenými cestami a stezkami, nebo vyjet autem podmokelskou Žižkovou ulicí na místní parkoviště u restaurace, případně na parkoviště u zoologické zahrady.
V prvních letech, kdy zde bylo provozováno pohostinství, byl přístup na skalní vyhlídku možný pouze z jižní strany od centra Podmokel. Horský spolek pro České Švýcarsko až v roce 1899 vybudoval náročnější přístupovou cestu skalní stěnou na severní straně Pastýřské stěny, jak dosvědčuje mj. ve skále vysekaný nápis „Felsensteig Rotberg 1899“. V té době byly v horních partiích Pastýřské stěny také vybudovány lesní promenády, které procházejí přes celé návrší až nad Dolní Oldřichov.